# رفيع بن سلمة
أبو غسان رفيع بن سلمة بن مسلم بن رفيع العبدي (130 هـ - 225 هـ / 748م - 840م) المشهور بلقب دماذ والمعروف بصاحب أبي عبيدة عَالم بالأخبار والأنساب واللغة من عُلماء العرب في القرن الثاني الهجري، وهو أشهر تلاميذ العالم المشهور أبي عبيدة معمر بن المثنى البصري وكان كثير الملازمة له حتى عرف بلقب صاحب أبي عبيدة، ولقب أيضاً بدماذ وهي كلمة فارسية ومعناها الفسيلة. ، ولد رفيع بن سلمة في البصرة عام (130 هـ/748م) في أواخر عصر الخلافة الأموية وذلك في زمن الخليفة مروان بن محمد، وتوفي في البصرة عام (225 هـ/840م) وذلك في عهد الخليفة العباسي المعتصم بالله.

## علاقته بأبي عبيدة
كان رفيع بن سلمة المعروف بدماذ كثير الملازمة والوفادة على أبي عبيدة معمر بن المثنى، ويُعد من أشهر تلاميذه وألمعهم وأكثرهم ذكراً، وقد أخذ عن أبي عبيدة الكثير من علمه، وتصفه المصادر أيضاً أنه كان كاتباً لأبي عبيدة قال أبو بكر الزبيدي: «أبو غسان رفيع بن سلمة المعروف بدماذ، كان كاتب أبي عبيدة في الأخبار، وكان أوثق الناس عن أبي عبيدة في الأخبار». ، وقد أخذ دماذ عن أبي عبيدة الأخبار والأنساب قال أبو عبيدٍ البكري: «دماذ رفيع بن سلمة صاحب أبي عبيدة ووراقه، وقد أخذ عنه الأنساب والأخبار».

## تلاميذه
كان ممن سمع من رفيع بن سلمة: أبو عثمان المازني، وأبو حاتم السجستاني، وأبو سعيد السكري، وابن المزرع